# La professoressa di scienze naturali
La professoressa di scienze naturali è un film italiano del 1976 diretto da Michele Massimo Tarantini.

## Trama
La storia è ambientata in Sicilia. In seguito a un grave incidente occorso alla professoressa Mastrilli, una classe rimane senza insegnante di scienze naturali: come supplente arriva Stefania Marini, il cui fascino seminerà scompiglio sia tra gli studenti che i loro genitori.

## Produzione
La pellicola fu girata nel Lazio fra Roma e Arpino e in Campania sull'isola d'Ischia.